# Mohamed Obaid
Mohamed Obaid (Emiratos Árabes Unidos; 1 de agosto de 1967) es un exfutbolista de los Emiratos Árabes Unidos que jugaba en la posición de defensa.

## Carrera

### Club
Jugó toda su carrera con el Al-Ain FC de 1984 a 2000, con el que fue campeón nacional en tres ocasiones y ganó tres copas nacionales.

### Selección nacional
Jugó para Emiratos Árabes Unidos en 62 ocasiones entre 1984 y 2000 anotando tres goles, participó en dos ocasiones en la Copa Asiática, en los Juegos Asiáticos de 1994 y en la Copa FIFA Confederaciones 1997.

## Logros
- UAE Pro League: 3

1992–93, 1997–98, 1999–00
- Copa Presidente de Emiratos Árabes Unidos: 1

1998-99
- Supercopa de los Emiratos Árabes Unidos: 1

1995
- Copa Federación de EAU: 1

1988-89